# Fernando Plaza Sánchez
Fernando Plaza Sánchez   (Madrid, valor desconegut - 18 de maig de 1954) fou un futbolista espanyol, establert a Catalunya, de la dècada de 1910.
Jugava a la posició d'extrem esquerre.
Va ser jugador del FC Espanya entre 1916 i 1918. En finalitzar el Campionat de Catalunya va fitxar pel RCD Espanyol on jugà fins al 1919. Aquest any retornà breument a l'Espanya i fitxà pel FC Barcelona, on jugà dues temporades, fins 1921. Retornà al FC Espanya, que el 1923 esdevingué FC Gràcia. Disputà diversos partits amb la selecció de futbol de Catalunya.

## Palmarès
FC Espanya
- Campionat de Catalunya de futbol:
  - 1916-17

FC Barcelona
- Campionat de Catalunya de futbol:
  - 1919-20, 1920-21

- Copa espanyola:
  - 1919-20